# گورستان کوه قرمز
گورستان کوه قرمز مربوط به هزاره اول قبل از میلاد است و در شهرستان نمین، بخش عنبران، روستای امین جان واقع شده و این اثر در تاریخ ۲۷ مرداد ۱۳۸۲ با شمارهٔ ثبت ۹۶۷۹ به‌عنوان یکی از آثار ملی ایران به ثبت رسیده است.